# 秋山真太郎
秋山 真太郎（あきやま しんたろう、1982年7月8日 - ）は、日本の俳優。長崎県長崎市出身。

## 略歴
長崎市立滑石小学校、長崎大学教育学部附属中学校、長崎県立長崎北高等学校を卒業。福岡県内の公立大学に進学し、知人の紹介でモデル事務所のレッスンに通っていた中で、俳優に興味を持つ。大学2年で中退、20歳の時にバイクで2週間かけて上京し、雑誌のモデルをしながらカラオケ店でアルバイトをしていた。アルバイト先で知り合った人に俳優を探している事務所があると誘われてLDHに所属する。
2009年、劇団EXILEのメンバーとなる。リーダーを務めていた。
2022年7月1日、株式会社七十八を設立し、代表取締役CEOに就任したことを発表。
2024年2月末日、約20年間所属したLDHを退社した。

## 人物
- 小学生時代はソフトボールをしていた[3]。中学時代はバスケットボール部に所属していた[3]。

### 家族
- 弟はロックバンドLAST MAY JAGUARの元メンバーでギタリストの秋山健介[8]。
- 2017年10月1日に一般女性と結婚。3年の交際期間を経て結婚に至った[9]。

## 出演

### 舞台
- 戦火のモラトリアム（2005年11月）
- 劇団EXILE 第一回本公演「太陽に灼かれて」（2007年9月 - 10月）
- ミュージカル「DEAR BOYS」（2007年12月） - 下田利伸 役
- 劇団EXILE 第二回本公演「CROWN〜眠らない、夜の果てに…」（2008年5月）
- ミュージカル テニスの王子様 - 忍足侑士 役
  - The Imperial Presence 氷帝 feat. 比嘉（2008年7月 - 9月）
  - The Treasure Match 四天宝寺 feat. 氷帝（2008年12月 - 2009年3月） ※2009年2月 - 3月は声の出演
  - Dream Live 6th（2009年5月）
- リプレイス（2009年8月 - 9月） - 黒沢大輔 役
- 劇団EXILE華組 旗揚げ公演「ユーバエ8号」（2009年11月） - 柴 役
- 劇団EXILE華組 第二回公演「六惡党」（2010年4月） - 須貝忠兵衛 役
- 劇団EXILE華組 第三回公演「KILL THE BLACK」（2010年6月） - 湊蒼介 役
- 劇団EXILE華組×風組合同公演「ろくでなしBLUES」（2010年12月） - 輪島 役
- 劇団EXILE W-IMPACT「レッドクリフ -戦-」（2011年8月） - 夏侯惇 役
- Knocturn「真田十勇士 〜ボクらが守りたかったもの〜」（2011年12月） - 霧隠才蔵 役
- エンロン（2012年4月 - 5月）
- 五線紙の上のジェーン（2012年6月）
- 方南ぐみ×劇団EXILE「あたっくNo.1」（2012年8月 - 9月） - 北少尉 役
- 劇団EXILE公演「影武者独眼竜」（2012年10月）- 竺丸(大人時代) 役
- ホテルマジェスティック 〜戦場カメラマン澤田教一 その人生と愛〜（2013年3月） - 中嶋謙三 役
- 劇団EXILE公演「さよなら西湖クン」（2013年5月 - 6月）
- 劇団EXILE公演「あたっくNo.1」（2013年8月 - 9月） - 北少尉 役
- 年末エチュード 芸人×俳優〜冬の陣〜 スペシャルトーク付き!（2013年12月28日）
- 劇団EXILE あたっくNo.1スピンオフ朗読劇「眉毛一族の陰謀」（2014年4月）
- 劇団EXILE公演「THE 面接」（2014年7月）[10]
- 劇団EXILE公演「それいけ小劇場!!」（2014年10月） 台場大 役
- 派遣マスカレード（2014年10月 - 11月）
- This is a お感情博士!（2014年11月）
- 劇団EXILE公演「Tomorrow Never Dies 〜やってこない明日はない〜」（2015年2月 - 3月） - 増田洋輔 役
- 六月花形新派公演「黒蜥蜴」（2017年6月） - 雨宮潤一 役
  - 六月花形新派公演「黒蜥蜴 -全美版-」（2018年6月）
- 方南ぐみ企画公演「伊賀の花嫁 その二 鬼は外編」（2018年1月 - 2月）
- 勇者のために鐘は鳴る（2020年1月 - 2月） - Y崎 役[11]
- 方南ぐみ企画 読み聞かせ「あたっくNo.1」（2020年8月28日）[12]
- 朗読劇「私立探偵 濱マイク」-我が人生最悪の時-（2021年2月）
- バンク・バン・レッスン（2024年2月）[13]
- 朗読劇「夢から醒めない夢を見よ。」（2024年4月）[1]
- 朗読劇「THE MOST DISTANT DAY FROM YOU」（2024年7月）[2]
- 方南ぐみ企画公演 朗読劇「あたっくNo.1」（2025年2月）[14]

### 映画
- RHYTHM（2005年） - 主演・唯人 役
- 買えないお金（2006年）
- 人間図鑑（2007年）
- Wiz/Out（2007年）
- 地球でたったふたり（2007年）
- 乱暴者の世界（2010年） - 主演・カミオ 役
- ネムリバ（2010年） - ヨリオ 役
- メンゲキ!（2012年） - 風間凌 役
- レディ・ドラゴン 怒りの鉄拳（2012年） - 田中純 役
- アラグレ（2013年） - 中西 役
- 非金属の夜 nonmetal night（2013年）
- 救いたい（2014年）
- ドクムシ（2016年） - ユキトシ 役
- ROAD TO HiGH&LOW（2016年） - 高野 役
  - HiGH&LOW THE MOVIE（2016年）
  - HiGH&LOW THE MOVIE 2 / END OF SKY（2017年）
  - HiGH&LOW THE MOVIE 3 / FINAL MISSION（2017年）
- 再恋(サイレン) (2017年)
- jam（2018年） - 山下 役
- 僕に、会いたかった（2019年） - 坂本雄太 役
- トリカゴ（2020年）
- 再会の奈良（2022年）
- ひとつの空（2024年） - 松田樹 役[15]
- 銀幕彩日 A Theater with a View（公開日不明）

### テレビドラマ
- 三日遅れのハッピーニューイヤー!（2007年1月3日、TBS）
- GIRLFRIENDS 第1話（2007年4月29日、フジテレビ721）
- Around40〜注文の多いオンナたち〜 第9話（2008年6月6日、TBS）
- ろくでなしBLUES（2011年7月 - 9月、日本テレビ） - 島袋大 役
- 月曜ゴールデン 十津川警部シリーズ 46（2012年1月9日、TBS） - 友永刑事 役
- スイッチガール!! 第7話・第8話（2012年2月、フジテレビTWO） - 染谷慶次 役
  - スイッチガール!! 2（2012年12月 - 2013年1月）
- シュガーレス（2012年10月 - 12月、日本テレビ） - 宇堂 役
- 青山ワンセグ開発『噺芝居』第2話「ホンシン」（2012年10月11日、NHK Eテレ）
- ファッション誌編集部物語 2（2013年1月 - 12月、LaLa TV）
- ショムニ2013 第3話（2013年7月24日、フジテレビ）
- 天誅〜闇の仕置人〜 第7話 (2014年3月7日、フジテレビ） - 森山 役
- 月曜ゴールデン 駅弁刑事・神保徳之助 8（2014年5月5日） - 児玉大悟 役
- 金曜プレステージ 深川東署・特命人情捜査班 朝田真平（2014年7月18日、フジテレビ） - 神村秋夫 役
- 水曜ミステリー9 金沢のコロンボ（2014年9月24日、テレビ東京） - 若田部敦 役
- HiGH&LOW〜THE STORY OF S.W.O.R.D.〜（2015年10月 - 12月、日本テレビ） - 高野 役
  - HiGH&LOW Season2（2016年4月 - 6月）
- 郷土の偉人シリーズ第二十五作「合志義塾～カタルパの樹がつなぐ明日～」（2017年10月29日、テレビ熊本）

### 配信ドラマ
- オンナ♀ルール 幸せになるための50の掟 第24話（2013年5月9日、NOTTV）
- 恋愛は必然である 〜ドラマで分かる! 新感覚恋愛法則〜 第13話（2014年3月3日、dビデオ・BeeTV）
- JAM -the drama-（2021年8月 - 10月、ABEMA） - 山下 役[16]

### ラジオドラマ
- サタデードラマハウス "美男子劇場"（JNF）
  - 第十六弾ストーリー「ハジける男」（2016年4月2日 - 30日）[17] - 多々良修 役 [18]
  - 第十九弾ストーリー「ダンシン・イン・ザ・ナーサリー」（2016年10月） - 八田史香、原口卓也、戸月亮 役 [19]

### CM
- KOSE（2004年）
- エクセル航空（2008年）

### DVD
- キラキラACTORS TV 八神蓮 & 秋山真太郎（2009年）

### ミュージックビデオ
- 三代目J Soul Brothers「FIGHTERS」（2011年）

### ラジオ
- Weekend Fun!（2017年1月 - 、レインボータウンFM）

### その他
- 第一回「ショートショート大賞」アンバサダー（2016年）[20]

## 作品

### 小説
- 一年で、一番君に遠い日。（2019年7月11日、キノブックス）ISBN 978-4909689511 [20]

## プロデュース
- 舞台「THE 面接」（2023年7月[21]、2025年3月）[22]
- 朗読劇「夢から醒めない夢を見よ。」（2023年12月[21]、2024年4月[1]）
- 舞台「バンク・バン・レッスン」（2024年2月）[13]
- 朗読劇「THE MOST DISTANT DAY FROM YOU」（2024年7月）[2]
- 朗読劇「刻め! 秒針よりも速く!!」（2024年11月 - 12月）[23]